# Jurien de la Gravière (croiseur)
Pour les articles homonymes, voir Jurien de la Gravière.
Le Jurien de la Gravière fut le dernier croiseur protégé de 1re classe construit par la Marine française. Lancé en juin 1899, il fut mis en service en 1903 et retiré  en 1921.

## Histoire

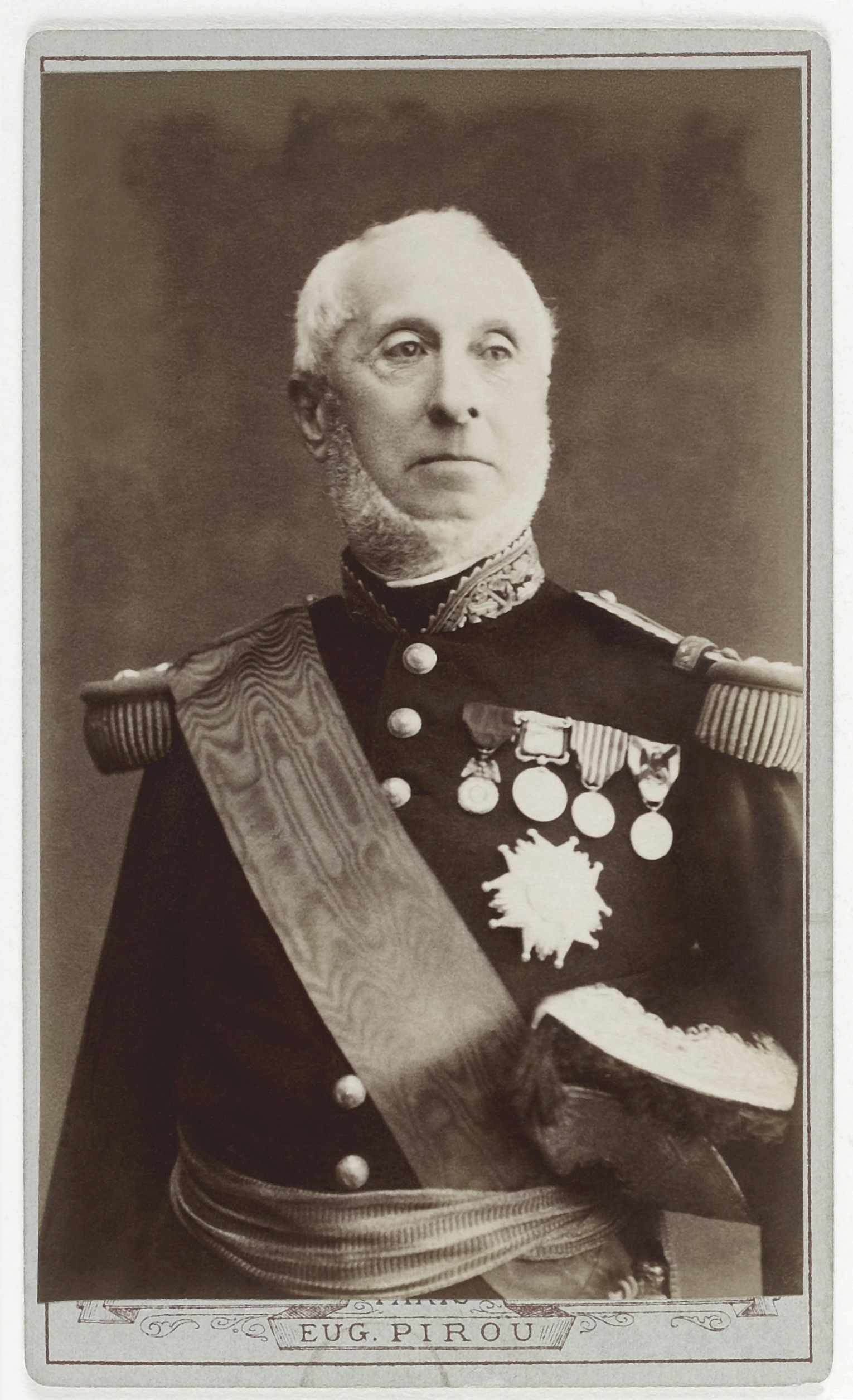
L'amiral Edmond Jurien de La Gravière

Ses essais  difficiles à Lorient durèrent de 1902 à 1903.

Il prend part au début de la Première Guerre mondiale comme escorteur de la 2e flottille de sous-marins de Toulon en partance pour Bizerte ; puis comme patrouilleur dans le canal d'Otrante.

À partir de 1916, il opère d'abord en  Crète avec le contre-torpilleur Lansquenet, puis pour les bombardements des côtes turques, et en  fin de conflit, sur le blocus d'Athènes.

Il reste stationné en Syrie jusqu'en 1920. Remplacé par le Cassard, il est retiré du service, vendu et démoli à Villefranche-sur-Mer.
Il porte le nom du vice-amiral français Edmond Jurien de La Gravière.